# Lenguas meridionales del golfo de Huon
Las lenguas meridionales del golfo de Huon son un vínculo de las lenguas del golfo de Huon de Papúa Nueva Guinea.

## Componentes
- Iwal (Kaiwa)
- Hote, Yamap
- Vínculo Buang: Mapos Buang, Mangga Buang, Piu, Kapin, Vehes, Mumeng (Dambi–Kumalu, Gorakor–Patep–Zenag)

Los continuos dialectales mumeng son parcialmente inteligibles entre sí.